# Juan Duarte Martín
 (septembre 2023).
Juan Duarte Martín (Yunquera, 17 mars 1912 – Álora, 15 novembre 1936) était un diacre catholique, séminariste au séminaire diocésain de Málaga (es), qui fut assassiné en 1936 par une milice républicaine dans le cadre des persécutions religieuses de la guerre civile espagnole. Il est un des martyrs de la guerre d'Espagne qui fut béatifié à Rome le 28 octobre 2007 sous le pontificat de Benoît XVI.

### Article lié
- Martyrs de la guerre d'Espagne